# Megalotremis
Megalotremis is een geslacht van korstmossen dat behoort tot de familie Monoblastiaceae. De typesoort is Megalotremis verrucosa.

## Soorten
Volgens Index Fungorum bevat het geslacht 16 soorten (peildatum maart 2022):
| Soortnaam                 | Auteur(s)                           | Publicatiejaar |
| ------------------------- | ----------------------------------- | -------------- |
| Megalotremis biocellata   | Aptroot                             | 1991           |
| Megalotremis cauliflora   | Aptroot, Sérus. & Lücking           | 2008           |
| Megalotremis chibaensis   | H. Harada                           | 2018           |
| Megalotremis cylindrica   | Weerakoon & Aptroot                 | 2016           |
| Megalotremis dolabrata    | Aptroot                             | 2014           |
| Megalotremis elegans      | (R.C. Harris) Lücking & Aptroot     | 2020           |
| Megalotremis flavovulcana | (Komposch) Aptroot                  | 2008           |
| Megalotremis holopolia    | (Nyl.) Lücking & Aptroot            | 2020           |
| Megalotremis immersa      | (Makhija & Patw.) Lücking & Aptroot | 2020           |
| Megalotremis infernalis   | (Mont.) Aptroot                     | 2008           |
| Megalotremis lateralis    | Aptroot                             | 2008           |
| Megalotremis megalospora  | (Vain.) Aptroot                     | 1995           |
| Megalotremis monospora    | (Makhija & Patw.) Lücking & Aptroot | 2020           |
| Megalotremis nemorosa     | (R.C. Harris) Aptroot               | 2008           |
| Megalotremis pustulata    | Aptroot                             | 1997           |
| Megalotremis verrucosa    | (Makhija & Patw.) Aptroot           | 1991           |